# Oakhurst (Teksas)
San Jacinto – jednostka osadnicza w Stanach Zjednoczonych, w stanie Teksas, siedziba administracyjna hrabstwa Sabine.